# Саут-Эск (река, Тасмания)
Саут-Эск или Южный Эск (англ. South Esk River) — река в северо-восточной части Тасмании (Австралия). Общая длина реки составляет 252 км — тем самым, она является самой длинной рекой Тасмании, опережая Деруэнт (Derwent River, 215 км) и другие реки.

## География
Река Саут-Эск зарождается в лесах на северо-востоке Тасмании (South Esk Forest Reserve), немного северо-восточнее плато (и одноимённого национального парка) Бен-Ломонд (Ben Lomond), на котором находится вторая по высоте гора Тасмании Легс-Тор. Исток реки Саут-Эск находится примерно в 300 м западнее дороги Матинна-Плейнс (Mathinna Plains Road), чуть южнее её пересечения с дорогой Маунт-Элберт (Mount Albert Road).
Огибая плато Бен-Ломонд, река Саут-Эск течёт сначала на юг, а затем на запад, вдоль автомобильной дороги  Эск-Хайвей (Esk Highway), протекая вблизи населённых пунктов Фингал (Fingal) и Авока (Avoca).
После этого река Саут-Эск поворачивает на северо-запад и, петляя, протекает через небольшие города Эвандейл (Evandale, находящийся вблизи аэропорта Лонсестона), Лонгфорд (Longford) и Хадспен (Hadspen). У Лонгфорда в реку Саут-Эск вливается её главный приток река Маккуори (Macquarie River), а у Хадспена — другой приток, река Меандер (Meander River).
От Хадспена река Саут-Эск течёт на север, до искусственного озера (водохранилища) Треваллин (Lake Trevallyn), которое образовалось в результате установки плотины Треваллин (Trevallyn Dam) на реке Саут-Эск. После плотины река течёт сначала на юго-восток, а потом на северо-восток, и через ущелье Катаракт (Cataract Gorge) достигает города Лонсестон (Launceston), где впадает в самую южную часть эстуария реки Теймар (Tamar River). Чуть севернее, с восточной стороны в Теймар впадает другая река — Норт-Эск (North Esk River — Северный Эск).